# آلن استین
آلن استین (انگلیسی: Alan Steen؛ ۱۹۲۲ – ۲۶ اوت ۲۰۱۲ (aged 90)) بازیکن فوتبال اهل بریتانیا بود.
از باشگاه‌هایی که در آن بازی کرده‌است می‌توان به باشگاه فوتبال ولورهمپتون واندررز، باشگاه فوتبال روچدیل، باشگاه فوتبال لوتون تاون، و باشگاه فوتبال کارلایل یونایتد اشاره کرد.